# Piramidy ziemne Ritten

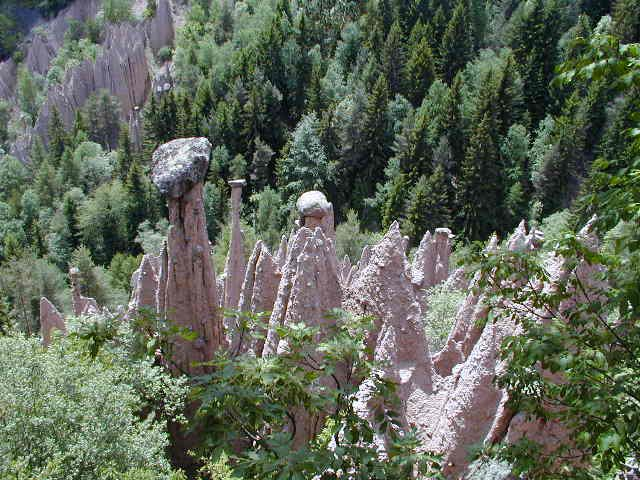

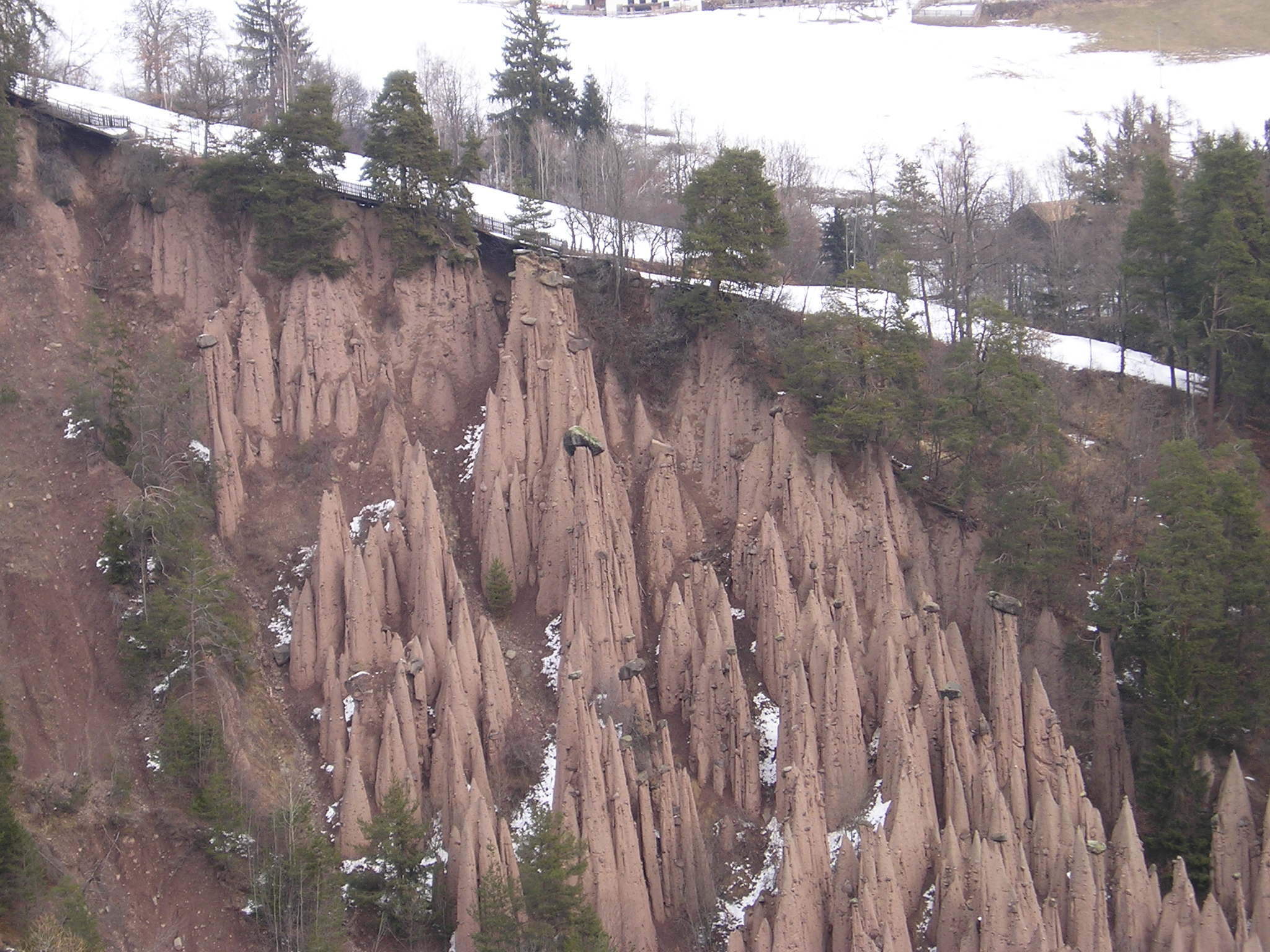

Piramidy ziemne Ritten (wł. piramidi di terra del Renon) – rodzaj ziemnych ostańców występujących w płn. Włoszech na zboczach gór w południowym Tyrolu, na wschód od miasta Bolzano w dolinie rzeki Eisack (wł. Isarco). Ulokowane są grupowo na zboczach góry Ritten.
Postrzępione iglice wystają na wysokość do 40 metrów w kolorach ochrowym, czerwonym, fioletowym, na szczycie których osadzone są duże otoczaki. Całość usytuowana jest na wysokości powyżej 1000 m n.p.m.

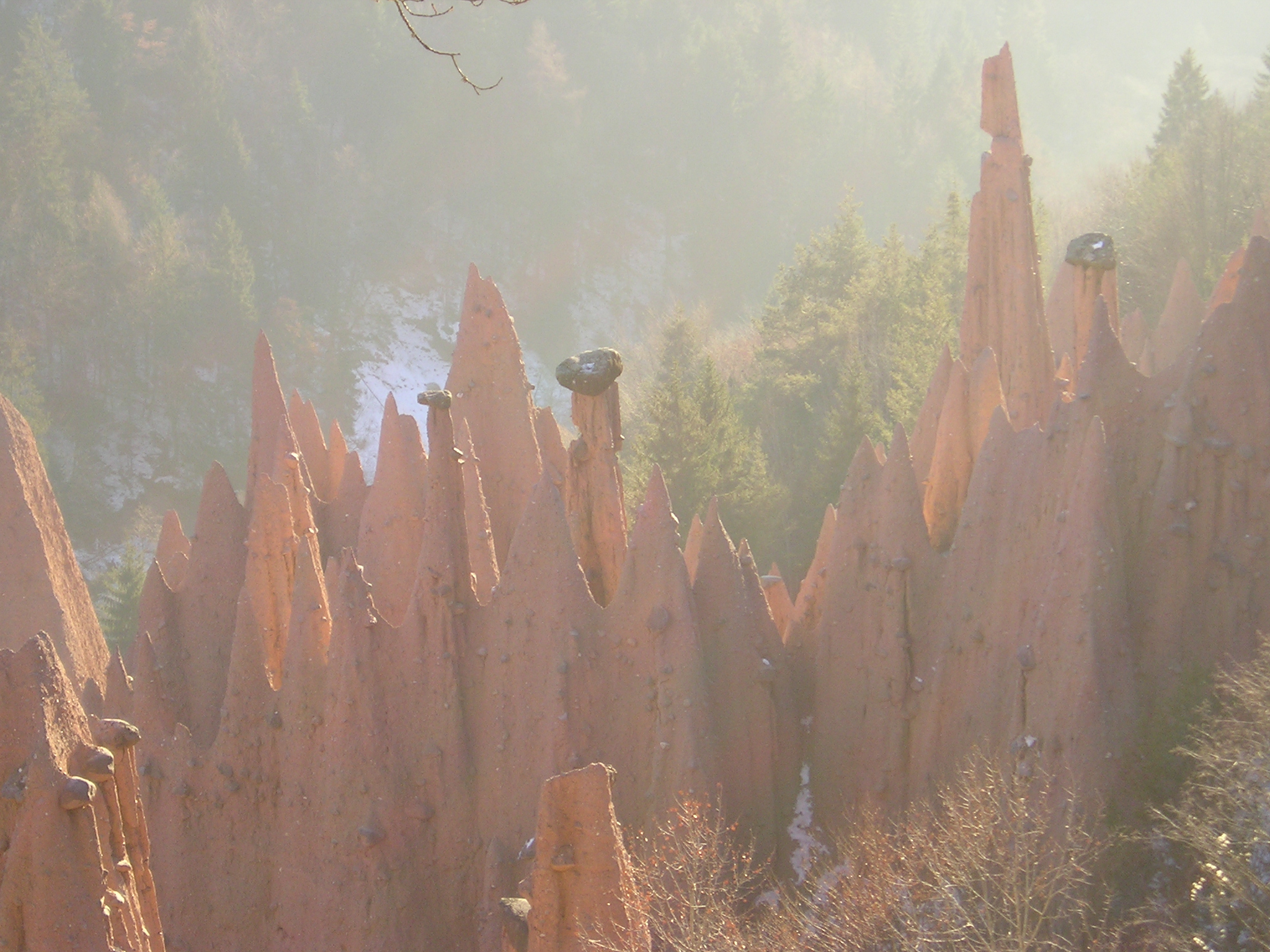

Materiał, z którego są zbudowane piramidy, powstał w epoce lodowcowej. Spiętrzany przez lodowiec, był następnie przesuwany po powierzchni terenu, a po wycofaniu się lodowca ok. 10 tys. lat temu podczas jego topnienia na zboczach gór pozostała gruba warstwa gliny zwałowej wymieszanej z kamieniami i głazami. Iglice takie powstają na skutek wymywania materiału przez wody opadowe, która wymywa w glinie głębokie żleby. Głazy niepodlegające erozji tworzą ochronny parasol dla części gliny. Wymywane przez wodę podłoże obniża teren przez co powstają poszczególne iglice. Z czasem głaz taki spada, otwierając drogę do końcowej erozji i podmycia iglicy.